# Luisa d'Orange-Nassau
Federica Luisa Guglielmina d'Orange-Nassau (L'Aia, 28 novembre 1770 – Amsterdam, 15 ottobre 1819) era la figlia di Guglielmo V d'Orange-Nassau e di sua moglie, Guglielmina di Prussia.

## Biografia
Soprannominata "Loulou" in famiglia, il 14 ottobre 1790 si sposò con Carlo di Brunswick-Wolfenbüttel.
Il matrimonio rimase privo di figli, e Carlo morì il 20 settembre 1806. La principessa si riunì allora alla famiglia, che era fuggita in Inghilterra. Quando nel gennaio del 1814 tornò nei Paesi Bassi, Luisa, attratta da Haarlem, comprò una casa di campagna, chiamata Zorgvliet, non lontano da sua madre, che viveva a Villa Welgelend.

## Ascendenza
|                                        |                                 |                                             | Genitori                                   |  |  | Nonni |  |  | Bisnonni                          |  |  | Trisnonni                          |  |
|                                        |                                 |                                             |                                            |  |  |       |  |  | Giovanni Guglielmo Friso d'Orange |  |  | Enrico Casimiro II di Nassau-Dietz |  |
|                                        |                                 |                                             |                                            |  |  |       |  |  | Giovanni Guglielmo Friso d'Orange |  |  | Enrico Casimiro II di Nassau-Dietz |  |
|                                        |                                 | Enrichetta Amalia di Anhalt-Dessau          |                                            |  |  |       |  |  | Giovanni Guglielmo Friso d'Orange |  |  |                                    |  |
| Guglielmo IV di Orange-Nassau          |                                 |                                             |                                            |  |  |       |  |  | Giovanni Guglielmo Friso d'Orange |  |  |                                    |  |
|                                        |                                 | Maria Luisa d'Assia-Kassel                  | Carlo I d'Assia-Kassel                     |  |  |       |  |  |                                   |  |  |                                    |  |
|                                        |                                 | Maria Luisa d'Assia-Kassel                  | Carlo I d'Assia-Kassel                     |  |  |       |  |  |                                   |  |  |                                    |  |
|                                        |                                 | Maria Luisa d'Assia-Kassel                  | Amalia di Curlandia                        |  |  |       |  |  |                                   |  |  |                                    |  |
| Guglielmo V di Orange-Nassau           |                                 | Maria Luisa d'Assia-Kassel                  |                                            |  |  |       |  |  |                                   |  |  |                                    |  |
|                                        |                                 | Giorgio II di Gran Bretagna                 | Giorgio I di Gran Bretagna                 |  |  |       |  |  |                                   |  |  |                                    |  |
|                                        |                                 | Giorgio II di Gran Bretagna                 | Giorgio I di Gran Bretagna                 |  |  |       |  |  |                                   |  |  |                                    |  |
|                                        |                                 | Giorgio II di Gran Bretagna                 | Sofia Dorotea di Celle                     |  |  |       |  |  |                                   |  |  |                                    |  |
| Anna di Hannover                       |                                 | Giorgio II di Gran Bretagna                 |                                            |  |  |       |  |  |                                   |  |  |                                    |  |
|                                        |                                 | Carolina di Brandeburgo-Ansbach             | Giovanni Federico di Brandeburgo-Ansbach   |  |  |       |  |  |                                   |  |  |                                    |  |
|                                        |                                 | Carolina di Brandeburgo-Ansbach             | Giovanni Federico di Brandeburgo-Ansbach   |  |  |       |  |  |                                   |  |  |                                    |  |
|                                        |                                 | Carolina di Brandeburgo-Ansbach             | Eleonora Erdmuthe di Sassonia-Eisenach     |  |  |       |  |  |                                   |  |  |                                    |  |
| Principessa Luisa d'Orange-Nassau      |                                 | Carolina di Brandeburgo-Ansbach             |                                            |  |  |       |  |  |                                   |  |  |                                    |  |
|                                        | Federico Guglielmo I di Prussia | Federico I di Prussia                       |                                            |  |  |       |  |  |                                   |  |  |                                    |  |
|                                        | Federico Guglielmo I di Prussia | Federico I di Prussia                       |                                            |  |  |       |  |  |                                   |  |  |                                    |  |
|                                        | Federico Guglielmo I di Prussia | Sofia Carlotta di Hannover                  |                                            |  |  |       |  |  |                                   |  |  |                                    |  |
| Augusto Guglielmo di Prussia           | Federico Guglielmo I di Prussia |                                             |                                            |  |  |       |  |  |                                   |  |  |                                    |  |
|                                        |                                 | Sofia Dorotea di Hannover                   | Giorgio I di Gran Bretagna                 |  |  |       |  |  |                                   |  |  |                                    |  |
|                                        |                                 | Sofia Dorotea di Hannover                   | Giorgio I di Gran Bretagna                 |  |  |       |  |  |                                   |  |  |                                    |  |
|                                        |                                 | Sofia Dorotea di Hannover                   | Sofia Dorotea di Celle                     |  |  |       |  |  |                                   |  |  |                                    |  |
| Guglielmina di Prussia                 |                                 | Sofia Dorotea di Hannover                   |                                            |  |  |       |  |  |                                   |  |  |                                    |  |
|                                        |                                 | Ferdinando Alberto II di Brunswick-Lüneburg | Ferdinando Alberto I di Brunswick-Lüneburg |  |  |       |  |  |                                   |  |  |                                    |  |
|                                        |                                 | Ferdinando Alberto II di Brunswick-Lüneburg | Ferdinando Alberto I di Brunswick-Lüneburg |  |  |       |  |  |                                   |  |  |                                    |  |
|                                        |                                 | Ferdinando Alberto II di Brunswick-Lüneburg | Cristina d'Assia-Eschwege                  |  |  |       |  |  |                                   |  |  |                                    |  |
| Luisa Amalia di Brunswick-Wolfenbüttel |                                 | Ferdinando Alberto II di Brunswick-Lüneburg |                                            |  |  |       |  |  |                                   |  |  |                                    |  |
|                                        |                                 | Antonietta Amalia di Brunswick-Wolfenbüttel | Luigi Rodolfo di Brunswick-Lüneburg        |  |  |       |  |  |                                   |  |  |                                    |  |
|                                        |                                 | Antonietta Amalia di Brunswick-Wolfenbüttel | Luigi Rodolfo di Brunswick-Lüneburg        |  |  |       |  |  |                                   |  |  |                                    |  |
|                                        |                                 | Antonietta Amalia di Brunswick-Wolfenbüttel | Cristina Luisa di Oettingen-Oettingen      |  |  |       |  |  |                                   |  |  |                                    |  |
|                                        |                                 | Antonietta Amalia di Brunswick-Wolfenbüttel |                                            |  |  |       |  |  |                                   |  |  |                                    |  |